# On Down the Road
On Down the Road ist das fünfte Studioalbum von Izzy Stradlin, Gründungsmitglied und ehemaliger Gitarrist von Guns n’ Roses. Es wurde in den Rumbo Studios in Los Angeles aufgenommen, von Stradlin selbst produziert und am 21. August 2002 veröffentlicht.

## Titelliste
1. You Betcha – 2:43
2. Gone Dead Train – 3:11
3. Monkey’s – 3:58
4. On Down the Road – 3:35
5. Sweet Caress – 3:36
6. Coke’n – 3:35
7. Got Some News – 3:51
8. Way to Go – 3:51
9. Please Go Home – 3:25
10. Lot to Learn – 3:38

Außer Gone Dead Train (Jack Nitzsche/Russ Titelman) und Please Go Home (Mick Jagger/Keith Richards) wurden alle Songs von Izzy Stradlin geschrieben. Die gesamte Laufzeit beträgt 35 Minuten und 23 Sekunden.

## Besetzung
- Izzy Stradlin: Gitarre, Gesang
- Rick Richards: Slide-Gitarre, Lead-Gitarre
- Ian McLagan: Keyboard, Klavier, Orgel
- Duff McKagan: Bass
- Taz Bentley: Schlagzeug, Percussion

## Stil
In diesem grundsätzlich einfach gehaltenem Album treffen Rock ’n’ Roll, Hard Rock, Bluesrock und Country-Rock aufeinander. Der große Einfluss der Rolling Stones auf Izzy Stradlin ist gut hörbar. »His fifth studio album overall, On Down the Road comes off more like a bar band rather than a former stadium headliner, especially on such blues rockers as "You Betcha", "Monkeys", and "On Down the Road".« (»Sein fünftes Studioalbum, On Down the Road wirkt insgesamt mehr, wie das einer Bar Band, als das einer Stadion-Headliner-Band, vor allem bei Bluesrock-Titeln wie "You Betcha", "Monkeys" und "On Down the Road".«)
– Zitat bei Allmusic

## Rezeption
| Professionelle Bewertungen | Professionelle Bewertungen |
| -------------------------- | -------------------------- |
| Kritiken                   |                            |
| Quelle                     | Bewertung                  |
| Allmusic                   | [ 1 ]                      |
| Ultimate-Guitar.com        | [ 2 ]                      |

Greg Prato von Allmusic beschreibt On Down the Road als ein Album, das sicherlich keine „Auszeichnung für die originellste oder stilistisch bahnbrechendste Rock-Veröffentlichung von 2002“" bekommen wird, jedoch sei es sehr zufriedenstellend, wenn man Izzys Vorgehensweise betrachte, „vertraute Vintage-Rock-Klänge“ zu erschaffen.